# 天豊津媛命
天豊津媛命（あまとよつひめのみこと）は、欠史八代、懿徳天皇の皇后。孝昭天皇と武石彦奇友背の生母。

## 概要
『日本書紀』に登場する女性で、『日本書紀』本文では懿徳天皇の皇后で、息石耳命の娘とされている。
なお『古事記』での懿徳天皇の皇后は、師木県主の祖である賦登麻和訶比売命（飯日比売命）、『日本書紀』第1の一書では磯城県主葉江の男弟猪手の娘である泉媛、第2の一書では磯城県主太真稚彦の娘である飯日媛とされる。
宝賀寿男は、孝昭天皇の母である懿徳天皇の皇后は賦登麻和訶比売命で、泉媛は懿徳天皇の妃の一人であったと主張している。

天皇略系図（初代 - 第10代）